# 灵应寺

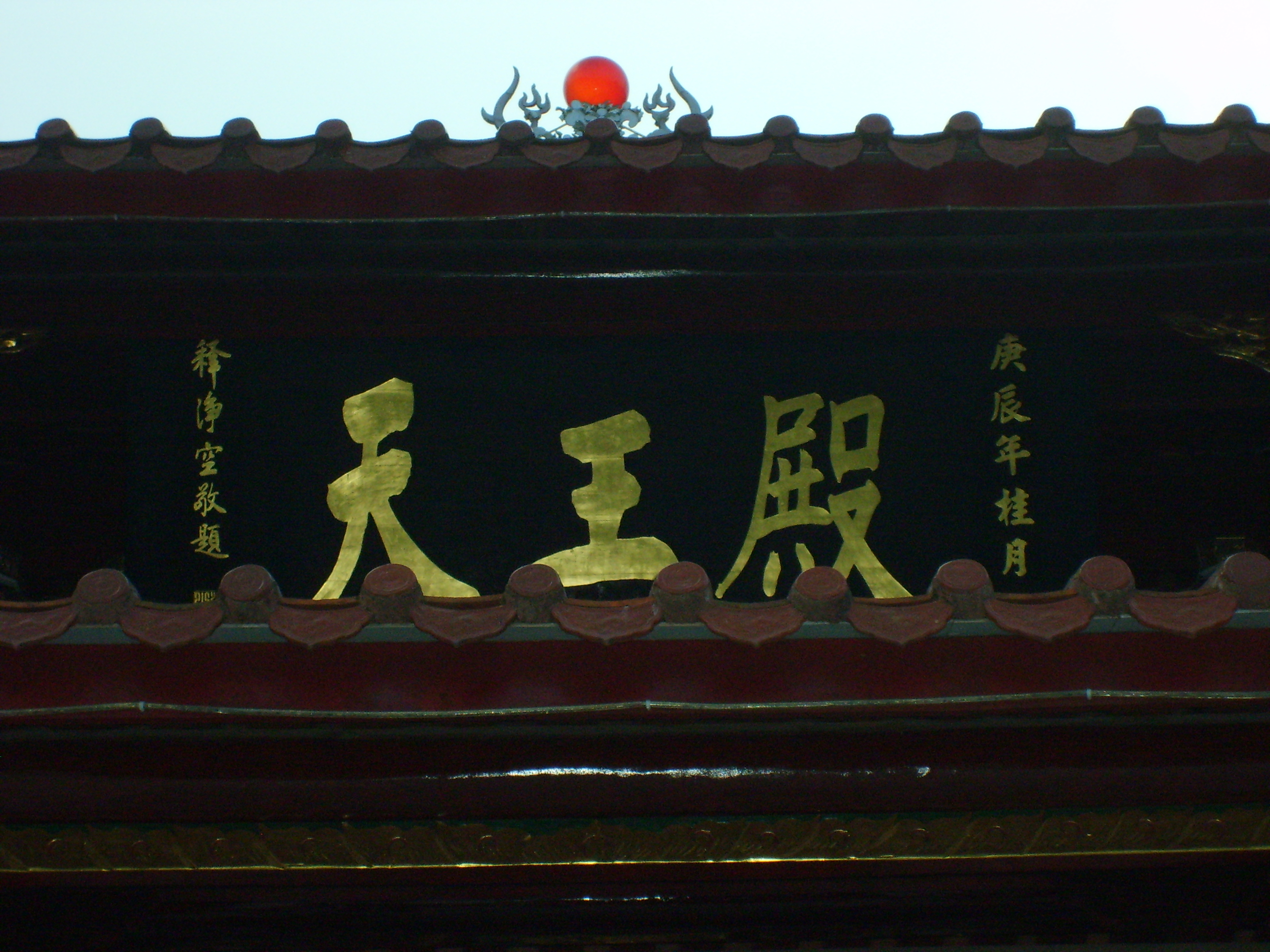
灵应寺的天王殿，匾额为释净空所题。

灵应寺，又名灵应岩、紫帽岩，是闽南著名古寺之一，位于福建省南安市洪梅镇六都村仁宅乡的玳瑁山。始建于元泰定二年（1325年），现存清代建筑。清道光年间因祈雨灵验，南安县令梁韵清题刻“灵应”两字，故得名。1941年弘一法师曾驻锡此寺，闭门著述，研究佛经。文革时灵应寺颓废，文革后重建。2013年1月28日公布为第八批福建省文物保护单位。
灵应寺坐北向南，由大殿、东护厝、西侧两排护厝等组成，建筑面积1515平方米。大殿面阔五间，进深六柱，抬梁式梁架，硬山顶。寺内有灵应祖师真身塔，民国癸酉年（1933年）建，六角六层石构实心塔，通高4.2米，一层塔身阴刻弘一法师所书“唐神僧灵应祖师真身塔”及“唐神僧灵应祖师现化记”。

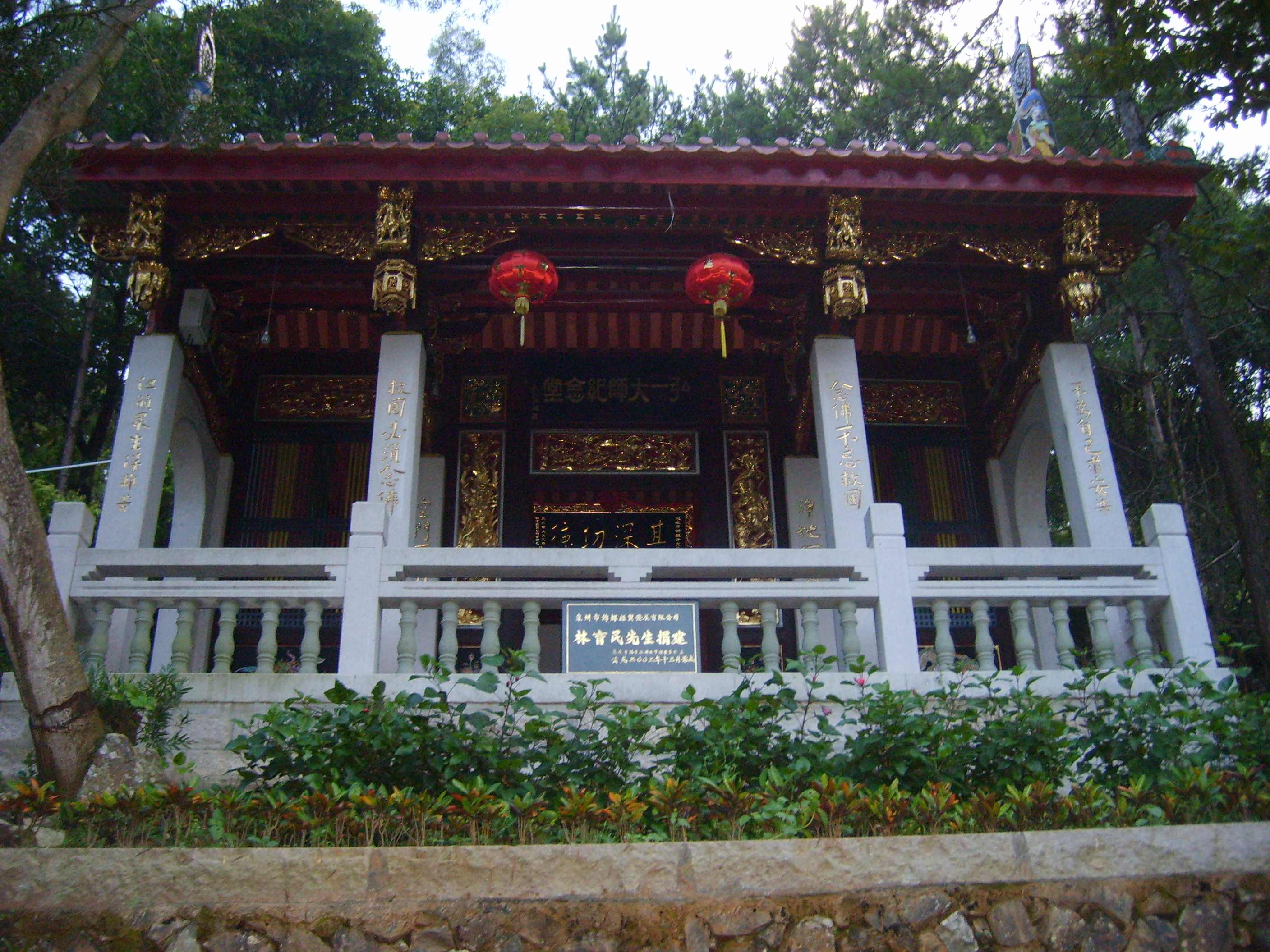
灵应寺的弘一大师纪念堂。